# Julien-David Le Roy
Julien-David Le Roy, (ʒyljɛ̃ david ləʁwa), a volte scritto Leroy (Parigi, 1724 o 1728 – Parigi, 27 gennaio 1803), è stato un architetto, archeologo e storico dell'arte francese.

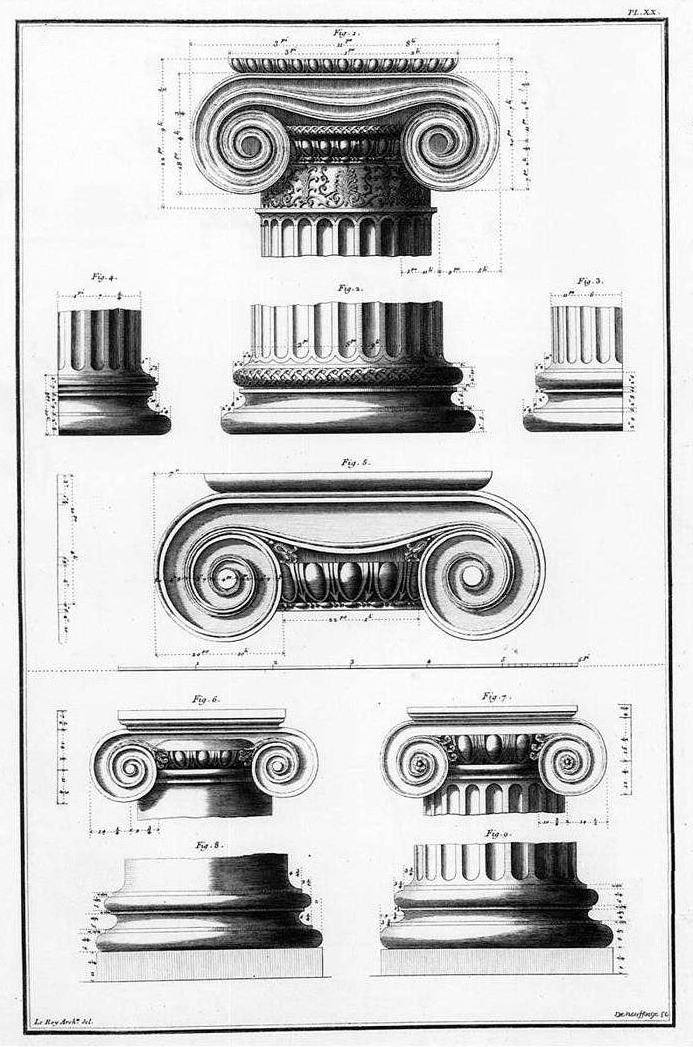
Tavole dell'ordine ionico da Les Ruines des plus beaux monuments de la Grèce.

Julien David Le Roy entrò in concorrenza con due autori britannici, James Stuart e Nicholas Revett per chi sarebbe stato il primo a pubblicare la prima descrizione professionale dell'Acropoli di Atene dopo il lavoro del 1682 di Antoine Desgodetz. Le Roy riuscì a stampare le sue Les Ruines des plus beaux monuments de la Grèce quattro anni prima di Stuart e Revett.

## Biografia
Le Roy era figlio di un orologiaio di corte Julien Le Roy. Studiò architettura sotto Jacques-François Blondel ("le petit Blondel"). Nel 1749, Julien-David Le Roy ottiene un secondo premio per un Temple de la Paix, soggetto proposto in seguito al trattato di Aquisgrana.
Classificatosi al Grand prix d’architecture nel 1750 per una Orangerie voutée (orangeria a volta), negli anni 1751–1754 fu con una borsa di studio a Roma dove studia il palazzo Farnese.
Le idee di Le Roy furono materializzate nel chiesa di santa Genoveffa (poi Pantheon di Parigi), un progetto del suo amico Jacques-Germain Soufflot. Le Roy aveva aggiornato direttamente Soufflot sulla filosofia e la storia dell'architettura e aveva fornito un classico schema dei principali tipi di chiesa cristiana, risolvendo il problema di collegare la copertura a cupola con la pianta a croce.

### Atene
Stuart e Revett effettuavano ricerche ad Atene dal 1748 ma Le Roy era avvantaggiato nell'accesso alle rovine grazie alle buone relazioni tra Francia e Impero Ottomano.
Gli studi di Le Roy, sostenuti dal conte di Caylus e dal suo circolo di artisti, reclutarono i migliori incisori e architetti per produrre illustrazioni, e divennero una specie di progetto nazionale nella Francia pre-rivoluzionaria. Le Roy passò solo tre mesi ad Atene, in confronto dei tre anni passati lì da Stuart e Revett.
Le Roy studiò i monumenti greci in un contesto culturale ampio e universale, confrontandoli con l'eredità romana e viaggiò fino a Costantinopoli per studiare lo sviluppo bizantino della tradizione greca.
Le Roy mise in stampa il suo Les Ruines des plus beaux monuments de la Grèce nel 1758. Stuart e Revett ritardarono la stampa del loro primo volume al 1762 e scoraggiarono i loro lettori, riempiendolo con monumenti minori invece dell'atteso Partenone. Il ritardo permise tuttavia loro di esaminare il testo di Le Roy e sottolineare i punti deboli e gli errori con una critica pesante. Il successo di Le Roy alienò non solo i britannici che attaccarono duramente il suo libro e le sue teorie, ma anche Piranesi che considerò il francese una minaccia a causa del suo orgoglio nazionale.
Le Roy rispose con un contro argomento che una visione dello sviluppo di una cultura è altrettanto utile come una meticolosa e precisa ricostruzione delle reliquie antiche.. A differenza dei britannici che si affrettavano a copiare i modelli greci nelle nuove costruzioni, Le Roy mantenne la sua opinione che l'architettura segue sempre l'evoluzione della società, e non intese mai imitare questi modelli in pietra. Il suo testo ebbe in definitiva un impatto maggiore sulla pratica dell'architettura dei quello di Stuart e Revett ad esempio dando inizio all'uso moderno del colonnato nella progettazione urbana.
Sia i progetti francesi che i britannici iniziarono come semplici tentativi di migliorare le conoscenze delle antichità greche rispetto agli studi di Desgodetz e arrivarono a uno studio comparato sull'arte romana e greca, dando inizio a un ampio dibattito pubblico sui relativi meriti.